# Парламентские выборы в Израиле (2022)

Карта статистических округов с солидарной поддержкой (>2/3 голосов) «право-религиозного», «лево-либерального» или «арабского» блоков партий. В случае, если в округе доминируют две или более партии из одной части политического спектра и меньшие получили не менее 1/2 от голосов наиболее популярной партии, округа закрашены чередующимися полосами.

Внеочередные парламентские выборы в кнессет 25-го созыва прошли 1 ноября 2022 года. Это пятые за последние 3,5 года выборы в кнессет.
Яир Лапид, который сменил по ротации Нафтали Беннета, будет оставаться во главе правительства до тех пор, пока не будет сформирована следующая правящая коалиция.
Утверждённый бюджет выборов составил 538 млн шекелей, из них 153 млн — оплата работникам в день выборов. Стоимость проведения выборов в пересчёте на одного избирателя — 79 шекелей.

## Список партий
По сравнению с предыдущими выборами произошли три основных изменения:
- партия «Новая надежда» (во главе с Гидеоном Сааром) присоединилась к Кахоль-лаван (во главе с Бени Ганцем), основав новый парламентский список Ха-махане ха-мамлахти.
- список «Ямина» распался: бывший премьер-министр Нафтали Беннет ушел в отставку, а Айелет Шакед представляет партию Ха-Байт ха-Йехуди.
- «Объединённый список» распался: Хадаш и ТААЛЬ баллотировались в одном списке, а Балад (впервые с 2013 года) — самостоятельно.

Всего в ЦИК свои кандидатуры подали 40 партийных списков.
В выборах приняли участие следующие избирательные списки:
- Ликуд (во главе с Биньямином Нетаньяху)
- Ха-Цийонут ха-Датит — (во главе с Бецалелем Смотричем и Итамаром Бен-Гвиром)
- Ха-махане ха-мамлахти (во главе с Бени Ганцем)
- Наш дом Израиль (во главе с Авигдором Либерманом)
- Еш атид (во главе с Яиром Лапидом)
- Яхадут ха-Тора (во главе с Ицхаком Гольдкнопфом)
- Авода (во главе с Мерав Михаэли)
- МЕРЕЦ (во главе с Захавой Гальон)
- Хадаш-ТААЛЬ (во главе с Айманом Уде)
- Объединённый список (во главе с Мансуром Аббасом)
- Балад (во главе с Сами Абу-Шхаде)
- Ха-Байт ха-Йехуди (во главе с Айелет Шакед)

## Предварительные результаты

### После подсчета 80 % голосов
По состоянию на 9:06 утра 2 ноября после подсчёта 79,8 % голосов:
| Партия                       | Число мандатов | % голосов от общего |
| ---------------------------- | -------------- | ------------------- |
| Ликуд                        | 31             | 23.04 %             |
| Еш атид                      | 24             | 17,99 %             |
| Ха-Цийонут ха-Датит          | 14             | 10.27 %             |
| Ха-махане ха-мамлахти        | 12             | 8,94 %              |
| ШАС                          | 11             | 8,34 %              |
| Яхадут ха-Тора               | 9              | 6,37 %              |
| Наш дом Израиль              | 5              | 4,27 %              |
| Объединённый арабский список | 5              | 4,25 %              |
| Хадаш-ТААЛЬ                  | 4              | 3,94 %              |
| Авода                        | 4              | 3,60 %              |

### После подсчета 89 % голосов
По состоянию на 22:57 вечера 2 ноября после подсчёта 89 % голосов:
| Партия                       | Число мандатов | % голосов от общего |
| ---------------------------- | -------------- | ------------------- |
| Ликуд                        | 31             | 23,38 %             |
| Еш атид                      | 24             | 17,89 %             |
| Ха-Цийонут ха-Датит          | 14             | 10,33 %             |
| Ха-махане ха-мамлахти        | 12             | 8,92 %              |
| ШАС                          | 11             | 8,37 %              |
| Яхадут ха-Тора               | 9              | 6,10 %              |
| Наш дом Израиль              | 5              | 4,36 %              |
| Объединённый арабский список | 5              | 4,33 %              |
| Хадаш-ТААЛЬ                  | 4              | 3,97 %              |
| Авода                        | 4              | 3,55 %              |

### После подсчета 94 % голосов
К полудню 3 ноября (14:21), после подсчёта 93,6 % голосов:
| Партия                       | Число мандатов | % голосов от общего |
| ---------------------------- | -------------- | ------------------- |
| Ликуд                        | 32             | 23,47 %             |
| Еш атид                      | 24             | 17,82 %             |
| Ха-Цийонут ха-Датит          | 14             | 10,69 %             |
| Ха-махане ха-мамлахти        | 12             | 9,04 %              |
| ШАС                          | 11             | 8,29 %              |
| Яхадут ха-Тора               | 8              | 5,97 %              |
| Наш дом Израиль              | 5              | 4,42 %              |
| Объединённый арабский список | 4              | 4,15 %              |
| Хадаш-ТААЛЬ                  | 4              | 3,82 %              |
| Авода                        | 4              | 3,61 %              |

## Окончательные результаты
|                             |                                         |           |        |               |              |  |  |
| Партия                      | Партия                                  | Голосов   | %      | Мест получено | +/–          |  |  |
|                             | Ликуд                                   | 1 115 336 | 23,41  | 32            | ▲ 2          |  |  |
|                             | Еш атид                                 | 847 435   | 17,79  | 24            | ▲ 7          |  |  |
|                             | Ха-Ихуд ха-Леуми—Ткума                  | 516 470   | 10,84  | 14            | ▲ 8          |  |  |
|                             | Ха-махане ха-мамлахти                   | 432 482   | 9,08   | 12            | ▼ 2          |  |  |
|                             | ШАС                                     | 392 964   | 8,25   | 11            | ▲ 2          |  |  |
|                             | Яхадут ха-Тора                          | 280 194   | 5,88   | 7             | ▬            |  |  |
|                             | Наш дом Израиль                         | 213 687   | 4,48   | 6             | ▼ 1          |  |  |
|                             | Объединённый арабский список            | 194 047   | 4,07   | 5             | ▲ 1          |  |  |
|                             | Хадаш-Тааль                             | 178 735   | 3,75   | 5             | ▬            |  |  |
|                             | Авода                                   | 175 992   | 3,69   | 4             | ▼ 3          |  |  |
|                             | Мерец                                   | 150 793   | 3,16   | 0             | ▼ 6          |  |  |
|                             | Балад                                   | 138 617   | 2,91   | 0             | ▼ 1          |  |  |
|                             | Еврейский дом                           | 56 775    | 1,19   | 0             | ▼ 7          |  |  |
|                             | Экономическая свобода                   | 15 801    | 0,33   | 0             | новая партия |  |  |
|                             | С мужеством для вас                     | 14 694    | 0,31   | 0             | новая партия |  |  |
|                             | Новая экономическая партия              | 13 920    | 0,29   | 0             | ▬            |  |  |
|                             | Партии, получившие менее 10 000 голосов | 26 835    | 0,57   | 0             | ▬            |  |  |
| Всего                       | Всего                                   | 4 764 742 | 100,00 | 120           |              |  |  |
|                             |                                         |           |        |               |              |  |  |
| Недействительных бюллетеней | Недействительных бюллетеней             | 29 851    | 0,62   |               |              |  |  |
| Всего бюллетеней            | Всего бюллетеней                        | 4 794 593 | 100,00 |               |              |  |  |
| Явка избирателей            | Явка избирателей                        | 6 788 804 | 70,63  |               |              |  |  |

Электоральная поддержка партии Ликуд на выборах в 25-й Кнессет по статистическим округам
Электоральная поддержка партии Йеш Атид на выборах в 25-й Кнессет по статистическим округам.
Электоральная поддержка объединённого списка партий Религиозного Сионизма и Оцма Йехудит на выборах в 25-й Кнессет по статистическим округам.
Электоральная поддержка партии Национальное Единство на выборах в 25-й Кнессет по статистическим округам.
Электоральная поддержка партии ШАС на выборах в 25-й Кнессет по статистическим округам.
Электоральная поддержка партии Объединённое Еврейство Торы на выборах в 25-й Кнессет по статистическим округам.
Электоральная поддержка партии Йисраэль Бейтейну на выборах в 25-й Кнессет по статистическим округам.
Электоральная поддержка партии Раам на выборах в 25-й Кнессет по статистическим округам.
Электоральная поддержка партии Хадаш-Тааль на выборах в 25-й Кнессет по статистическим округам.
Электоральная поддержка партии Авода на выборах в 25-й Кнессет по статистическим округам.
Электоральная поддержка партии Мерец на выборах в 25-й Кнессет по статистическим округам.
Электоральная поддержка партии Балад на выборах в 25-й Кнессет по статистическим округам.
Электоральная поддержка партии Еврейский Дом на выборах в 25-й Кнессет по статистическим округам.